# La moglie ricca
La moglie ricca (B.F.'s Daughter) è un film del 1948 diretto da Robert Z. Leonard.